# Llista de falsos amics del català amb el basc
Aquesta és una llista dels falsos amics del català amb el basc:
En el basc l'article o determinat "a" va al final de la paraula i en aquesta llista s'indica entre parèntesis.
| basc       | significat en català             | semblant al català    | en basc es fa servir    |
| ---------- | -------------------------------- | --------------------- | ----------------------- |
| adore      | ànim                             | adorar                | gurtu, adoratu          |
| alde(a)    | la part                          | aldea                 | herrixka                |
| alegia     | és a dir,                        | alegria               | alaitasuna, poz(a)      |
| alfer      | gandul                           | alferes               | alferez(a)              |
| arbustu(a) | olivereta (Ligustrum vulgare)    | arbust/arboç          | gurbitz (arbutus unedo) |
| arte       | fins a                           | art                   | arte(a)                 |
| ate(a)     | la porta                         | ateu/atea             | ateo                    |
| berandu    | tard                             | berenar               | askaldu                 |
| deus       | cosa/res                         | déu                   | Jainko(a)               |
| dexente    | força, prou                      | decent                | zintzo(a)               |
| dotore     | elegant                          | doctor                | doktore                 |
| edozein    | qualsevol                        | dotzena               | dozena, hamabiko        |
| egoitza    | residència                       | egoista               | egoista                 |
| eduki      | contenir                         | educar                | hezi                    |
| eskarmentu | escarment però també experiència | escarment/experiència | esperientzia            |
| eskuratu   | proporcionar                     | escurar               | garbitu                 |
| funtse     | fonamental                       | fondre                | urtu                    |
| hola       | així                             | hola                  | kaixo                   |
| hortaz     | segons això, per tant,           | horta                 | baratze(a)              |
| merke      | barat, econòmic                  | mercat                | azoka/merkatu           |
| min(a)     | dolor                            | mina                  | mina                    |
| moko       | bec                              | moc                   | muki(a)                 |
| premia     | necessitat                       | premi                 | sari(a)                 |
| papar(ra)  | pit                              | paparra               | akain(a), kapar(ra)     |
| oro        | tot                              | or                    | urre                    |
| ordez      | en lloc de                       | ordre                 | ordena                  |
| sartu      | entrar                           | sortir                | atera                   |